# Mission Ulja Funk
Mission Ulja Funk ist ein Kinderfilm der Regisseurin Barbara Kronenberg aus dem Jahr 2021. Der Film feierte seine Premiere im Rahmen der Berlinale 2021 in der Sektion Generation.

## Handlung
Freikirche Lemheim, mitten in Deutschland: Im Kindergottesdienst ernten selbst die schrägsten Beiträge Applaus, nur Uljas Vortrag über Sternkunde wird abgewürgt. Dabei hat die zwölfjährige Nachwuchswissenschaftlerin gerade ihren ersten Asteroiden entdeckt. Insbesondere für Uljas russlanddeutsche Großmutter lassen sich göttliche Schöpfung und Wissenschaft nicht vereinbaren. Kurzerhand entsorgt sie das technische Equipment ihrer Enkelin. Wütend haut Ulja mit Mitschüler Henk, der noch nicht ahnt, wohin die Reise geht, aber umso mehr Ahnung von Autos hat, im Leichenwagen von Familie Funk Richtung Weißrussland ab. Hier soll bald ihr Asteroid einschlagen. Eine skurrile Verfolgungsjagd beginnt, auf deren bunt ausstaffierten Stationen schon länger schwelende Konflikte in einem neuen Licht erscheinen. Auf Abwegen entlarven sich Moralapostel als Scheinheilige und entzweite Familien, Freunde, Liebende und Länder finden zueinander.

## Produktion
Unterstützt wurde die Produktion vom BKM, der MDM, von Film Fund Luxembourg, DFFF, Polish Film Institute und der Film und Medien Stiftung NRW sowie durch Beteiligung des MDR. Die Produzentin Roshanak Behesht Nedjad („Es war einmal in Deutschland…“) der deutschen In Good Company GmbH und ihre polnische Koproduzentin Joanna Szymańska (ShipsBoy sp. Z o.o) sowie der Luxemburger Bernard Michaux (Samsa Film) verantworteten das Projekt. Das Drehbuch wurde mit der Unterstützung der Akademie für Kindermedien entwickelt, und mit dem Förderpreis der Mitteldeutschen Medienförderung ausgezeichnet.

## Veröffentlichung
Der deutsche Kinostart war am 12. Januar 2023.

## Auszeichnungen
Goldener Spatz 2021
- Goldener Spatz der Kinderjury für den besten Langfilm[5]
- Sonderpreis des Thüringer Ministerpräsidenten für die beste Regie[5]

Gildepreis 2021
- Bester Kinofilm bei der 21. Filmkunstmesse Leipzig[6]

Filmfest München 2021
- Kindermedienpreis: Der weiße Elefant für Romy Lou Janinhoff als beste Nachwuchsdarstellerin[6]
- One Future – Lobende Erwähnung[7]

Grimme-Preis 2024
- Nominierung im Wettbewerb Kinder & Jugend[8]

KIJUKO 2021
- Publikumspreis für die beste Komödie[6]

Final Cut. Marburger Kinder- & Jugendfilmfestival 2021
- Preisträger in der Kategorie Kinderfilm

Barnefilmfestivalen – International Children’s Film Festival 2021
- Bester Internationaler Spielfilm[9]

FILMKUNSTFEST MV 2021
- Lobende Erwähnung[10]

KinoKino – International Film Festival for Children 2022
- Bester Film[11]

KinderFilmFest Münster 2022
- Jurypreis
- Publikumspreis

Filmtage Oberschwaben 2022
- Bester Kinder- und Jugendfilm[12]

KINOLINO Dresden 2022
- Goldener Hecht für die beste Komödie[13]

Berlin & Beyond Film Festival 2022
- Youth 4 German Cinema 2022 Gewinner[14]

Deutscher Filmpreis 2023
- Lola für den Besten Kinderfilm[15]

Die Deutsche Film- und Medienbewertung zeichnet den Film mit dem Prädikat „besonders wertvoll“ aus. Die Jury lobt den Kinderfilm dabei als genauso frech wie leidenschaftlich, „eine irrwitzige Komödie und ein Statement für Girlpower, dass [sic] seinesgleichen sucht.“

## Musik
Im Soundtrack sind zwei Melodien aus dem Weihnachtsoratorium prominent vertreten:
- Bereite dich, Zion, mit zärtlichen Trieben (Kantate I Nr. 4)
- Wie soll ich dich empfangen (Kantate I Nr. 5)